# 李國珍 (1884年)

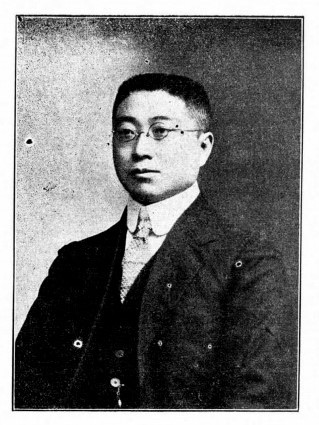
《民国之精华》中的李国珍照片

李国珍（?—?）字硕远，江西省武宁县罗溪乡人，中华民国政治人物。

## 生平
李国珍是清朝举人，毕业于日本早稻田大学政治经济科。民国元年（1912年）任北京临时参议院议员。民国2年（1913年），加入進步党，当选第一届国会众议院议员，并任宪法起草委员。10月，与張耀曾、丁世嶧等人另组民憲黨。民宪党因袁世凯解散国民党，停止活动，李國珍便往德国留学。此后，他历任政事堂参议，国务院参议，后署教育次长，不久调任农商次长并兼任专科学校成绩审查会会长。民国6年（1917年）转任全国水利局总裁。 